# Ков (станция)
Ков — железнодорожная станция, открытая 10 марта 1862 года и обеспечивающая транспортной связью одноимённый город в графстве Корк, Республика Ирландия. На станции было прекращено формирование товарных составов 3 ноября 1975 года.